# Semplice (Elodie)
Semplice è un singolo della cantante italiana Elodie, pubblicato il 6 ottobre 2017 come terzo estratto dal secondo album in studio Tutta colpa mia.

## Descrizione
Il brano è stato scritto da Federica Abbate e Andrea Amati e prodotto da Emma Marrone e Luca Mattioni. È stato cantato durante le riprese del film Non c'è campo, diretto da Federico Moccia, e durante il Collisioni Festival.

## Video musicale
Il video, con la regia di Gaetano Morbioli, è stato reso disponibile il 6 ottobre. In alcuni fotogrammi appaiono le scene del film Non c'è campo.